# Église Saint-Pierre de Harpers Ferry
L'église Saint-Pierre (St. Peter's Roman Catholic Church) est un édifice religieux catholique sis à Harpers Ferry en Virginie-Occidentale, aux États-Unis. Construite en 1833, elle est inscrite au Registre national des lieux historiques depuis le 30 mars 1973.